# Halichondria sulfurea
Halichondria sulfurea är en svampdjursart som beskrevs av Carvalho och L. Hajdu 200. Halichondria sulfurea ingår i släktet Halichondria och familjen Halichondriidae. Inga underarter finns listade i Catalogue of Life.